# Ninjatō
 (août 2007).
Si vous disposez d'ouvrages ou d'articles de référence ou si vous connaissez des sites web de qualité traitant du thème abordé ici, merci de compléter l'article en donnant les références utiles à sa vérifiabilité et en les liant à la section « Notes et références ».
Le ninjatō (忍者刀) est une arme blanche à lame droite, d'une longueur approchant les 50 cm, maniée par les ninjas au Japon.
Comme plusieurs éléments concernant les ninjas, l'existence historique de cette arme n'est pas clairement établie. Certains [réf. nécessaire] défendent l'idée que ces armes auraient été forgées lors de la Seconde Guerre mondiale dans le cadre d'une propagande nationaliste. D'autres [réf. nécessaire] affirment que le statut particulier des ninjas dans la société féodale japonaise de l'ère Edo expliquerait la destruction de la plupart de leurs traces lors de la restauration Meiji.

## Description
En tout état de cause, les premiers ninjas auraient utilisé un katana identique à celui des samouraïs. La longueur de l'arme, portée dans le dos afin de se déplacer plus facilement, posait problème lors de l'escalade des murs ou dans les passages étroits et elle était très difficile à dégainer dans des espaces restreints. Ces exigences auraient conduit à une évolution de l'arme vers une lame plus courte, droite (plus aisée à dégainer quand portée dans le dos), convenant à une utilisation en combat très rapproché ou lors d'embuscade.
Face aux katana et wakizashi, qui privilégiaient la coupe de taille, le ninjatō, équilibré sur la garde et manié d'une seule main, aurait favorisé les techniques d'estoc (tsuki), dans le cadre du shinobi kenjutsu, le kenjutsu des ninjas.

## Particularités
Les restes de ninjatō aujourd'hui disponibles sont des lames faites d'un acier de mauvaise qualité, proche de celui des instruments agricoles, très cassant, en particulier en cas de choc avec une lame de qualité supérieure, comme celle des sabres des samouraïs. Cette mauvaise qualité s'expliquerait par les conditions d'existence des ninjas.
Étant donné leurs bases rurales, ils auraient confié la confection de leurs armes aux forgerons locaux, non formés aux techniques de fabrication des sabres nobles. Par ailleurs, les ninjas ne partageaient pas le respect des samouraïs pour leurs armes et n'hésitaient pas à les abandonner si besoin était.
L'usage de cette arme dans le cadre de l'activité des ninjas aurait conduit à un certain nombre d'innovations par rapport au katana :
- une garde (tsuba) carrée, pour appuyer l'arme contre un mur afin de s'en servir comme d'un marchepied. Il arrive aussi que l'arme soit présentée sans garde, pour être plus facilement dissimulée ;
- la corde (sageo) liée au fourreau (saya) plus longue, pouvant servir à tirer le sabre après s'en être servi comme marchepied, de lien entre le fourreau et le sabre afin d'utiliser l'ensemble comme un fléau, ou encore de garrot ;
- un fourreau pointu, pour s'enfoncer légèrement dans le sol quand on l'utilise en guise d'échelon ;
- une poignée (tsuka) inhabituellement longue, pour des raisons d'équilibre, mais aussi pour y dissimuler des objets (fiole de poison, documents, petite arme de jet…) ;
- on dit également que l'extrémité du fourreau pouvait être ôtée et retournée, le fourreau servant d'épieu, ou de tuba pour respirer sous l'eau.